# Малороси (селище)
Малороси (рос. Малороссы) — селище в Майнському районі Ульяновської області Російської Федерації.
Населення становить 0 осіб. Входить до складу муніципального утворення Вировське сільське поселення.

## Історія
Від 2004 року входить до складу муніципального утворення Вировське сільське поселення.

## Населення
| 2010 |
| ---- |
| 0    |